# Gerhard Brockmüller
Gerhard Brockmüller (né le 12 mars 1941 à Darchau) est un cavalier est-allemand de dressage.

## Carrière
Brockmüller commence au sein de l'ASK Vorwärts Potsdam. De 1966 à 1970, le sous-lieutenant de la NVA termine cinq fois de suite troisième des championnats de RDA. Avec Wolfgang Müller et Horst Köhler, il participe aux Jeux olympiques d'été de 1968 et 1972.

## Palmarès

### Jeux olympiques d'été
- 12e de l'épreuve individuelle et 4e de l'épreuve par équipe avec Tristan aux Jeux olympiques de 1968 à Mexico
- 13e de l'épreuve individuelle et 4e de l'épreuve par équipe avec Marios aux Jeux olympiques de 1972 à Munich

### Championnat du monde
- Médaille de bronze au Championnat du monde de dressage par équipe avec la RDA en 1970 à Aix-la-Chapelle

### Championnat d'Europe
- Médaille d'argent au Championnat d'Europe de dressage par équipe et 4e de l'épreuve individuelle 1969 à Wolfsbourg[3]
- 4e au Championnat d'Europe de dressage par équipe 1971 à Wolfsbourg

### Championnat de RDA
- Médaille de bronze de 1966 à 1970